# تاريخ مراكش

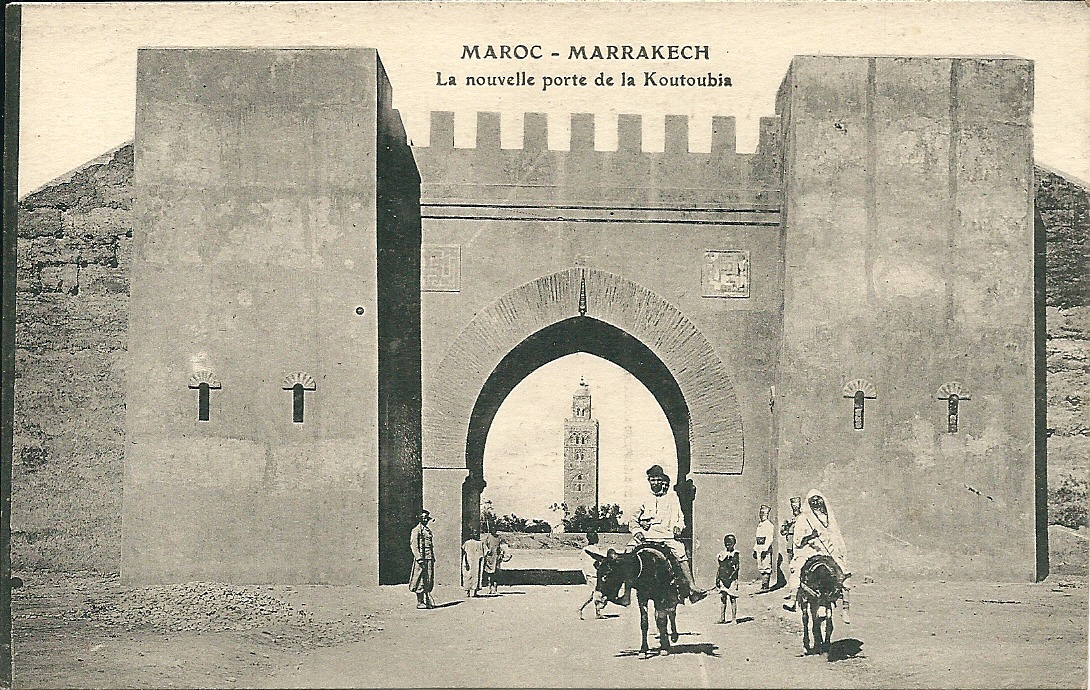
بوابة الكتبية بمراكش 1919

يعود تاريخ مراكش، وهي مدينة في وسط المغرب، إلى ما يقرب من ألف عام. تأسست المدينة سنة 1070 م من قبل المرابطين، الذين اتخدوها كعاصمة لدولتهم. واصلت مراكش في كونها مركزاً للحكم، لتكون أيضًا عاصمة للخلافة الموحدية سنة 1147 م. قام المرينيون الذين استولوا على مراكش عام 1269 م، بنقل العاصمة إلى فاس، تاركين المدينة كعاصمة إقليمية للجنوب. خلال هذه الفترة، غالبًا ما كانت تعيش المنطقة تحت حكم شبه مستقل بسبب التمردات المستمرة. تم الاستيلاء على مراكش من قبل الشرفاء السعديين في عام 1525 م، واعادوا وضعها كعاصمة لإمبراطورية المغرب الموحد بعد أن استولوا على فاس كذالك عام 1549 م. وصلت مراكش إلى قمة ازدهارها في عهد السعديين الذين زينوا وطوروا المدينة بشكل كبير. بعدها استولى الشرفاء العلويون على مراكش عام 1669 م. وفي عهد السلطان محمد الثالث تم اعادة مراكش لمركزها الاعتيادي كعاصمة الى ان تم تعويضها بالرباط في عهد الحماية.

## التأسيس

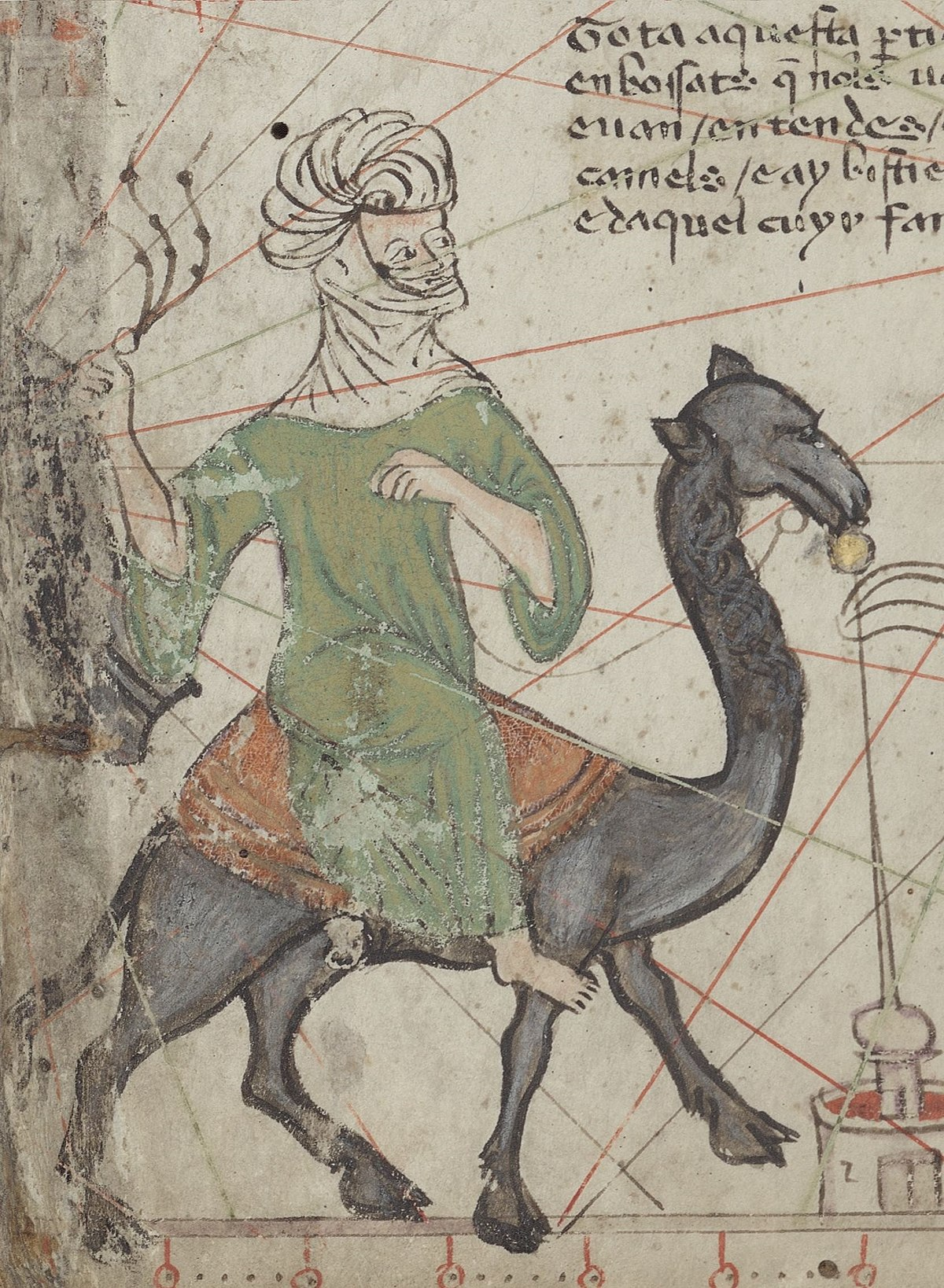
أبو بكر بن عمر اللمتوني مؤسس مدينة مراكش.

منطقة مراكش تقع بسهل بسيط جنوب نهر تانسيفت، كان يسكنها مزارعون من أصول أمازيغية منذ العصر الحجري الحديث، بحيث تم اكتشاف العديد من الأدوات الحجرية في المنطقة. 
قبل ظهور المرابطين في منتصف القرن الحادي عشر، كانت المنطقة تحكمها قبيلة مغراوة من مدينة أغمات، والتي كانت بمثابة عاصمة إقليمية لجنوب المغرب منذ العصر الإدريسي.  احتل المرابطون أغمات عام 1058 م، وسيطروا على جنوب المغرب بالكامل. ومع ذلك، سرعان ما قرر أمير المرابطين أبو بكر بن عمر أن أغمات مكتظة وغير مناسبة كعاصمة لدولته. ونظرًا لكونهم في الأصل من قبائل لمتونة الصنهاجية القادمة من الصحراء الكبرى، فقد بحث المرابطون عن موقع جديد في المنطقة يكون أكثر انسجامًا مع أسلوب حياتهم المعتاد. بعد التشاور مع قبائل مصمودة المحلية المتحالفة مهم، تقرر أخيرًا أن يقيم المرابطون قاعدتهم الجديدة على الأراضي المحايد، بين قبائل ايلانة وهزميرة.  خرج المرابطون من أغمات ونصبوا خيامهم الصحراوية على الضفة الغربية لنهر إيسيل الصغير، الذي كان يمثل الحدود بين القبيلتين. كان الموقع مفتوحًا وقاحلًا، ولم يكن به أي شيء حي باستثناء الغزلان والنعام ولا شيء ينمو فيه باستثناء أشجار اللوتس والحنظل.  وعلى بعد بضعة كيلومترات إلى الشمال كان نهر تانسيفت، وإلى الجنوب سهل الحوز الواسع، وبه مراعي فسيحة مناسبة لقطعانهم الكبيرة. وعلى حوالي يوم واحد إلى الغرب كان وادي نهر نفيس الخصب، والذي كان المصدر الأول للمواد الغدائية للمدينة. وقد تم زرع أشجار النخيل حول مراكش، والتي كانت قبل ذلك شبه معدومة في المغرب شمال الخط الصحراوي. 
هناك خلاف حول تاريخ التأسيس الدقيق، فالمؤرخان ابن أبي زرع وابن خلدون يقولان أن المدينة بنيت سنة 1061 م، بينما يؤكد ابن عذاري أن التاسيس كان عام 1070 م.  والمؤكد أن بناء مراكش بدأ في ستينيات القرن العاشر، عندما نصب أبو بكر وزعماء المرابطين خيامهم هناك لأول مرة، وبقيت معسكرًا عسكريًا على الطراز الصحراوي حتى البناء الحجري الأول المسمى قصر الحجر، ثم الخزانة المرابطية وحصن الأسلحة، في مايو 1070 م. وفي أوائل عام 1071 م، تم استدعاء أبو بكر إلى الصحراء لإخماد تمرد أحدى القبائل، وكان ابن عمه وخليفته في نهاية المطاف يوسف بن تاشفين هو من أقام أول مسجد في المدينة.  وتم تشييد المزيد من المباني بعد ذلك بوقت قصير، وحلت المنازل المبنية بالطوب بدلا من الخيام تدريجياً.
أعطت الأرض الحمراء المستخدمة في صناعة الآجر لمراكش لونها الأحمر المميز وتسميتها الشعبية مراكش الحمراء. كان تصميم المباني في ذاك الوقت لا يزال على هيكلة المخيم الأصلي، ونتيجة لذلك كانت مراكش المبكرة مدينة ذات مظهر غير عادي، ومركز حضري مترامي الأطراف يستحضر الحياة الصحراوية، مع الخيام العرضية وأشجار النخيل المزروعة والواحة. 
وضع السلطان علي بن يوسف بن تاشفين أول جسر عبر نهر تانسيفت لربط مراكش بشمال المغرب، لكن حياة المدينة كانت مرتبطة بالجنوب أساسا. كانت سلسلة جبال الأطلس الكبير جنوب المدينة مصدر قلق حيوي للمدينة ومحددًا كبيرًا لمصيرها. يمكن أن تؤدي سيطرة القبائل العدائية على ممرات جبال الأطلس إلى قطع اتصالات مراكش مع وديان سوس ودرعة، وإغلاق الوصول إلى الصحراء الكبرى وطرق التجارة المربحة في الملح والذهب مع أفريقيا جنوب الصحراء الكبرى، والتي استندت إليها الكثير من ثرواتها المبكرة. يقال إن المرابطين قد تعمدوا وضع سهل الحوز الواسع بين مراكش وسفوح الأطلس من أجل جعله أكثر قابلية للدفاع، وذلك من خلال الحصول على رؤية واضحة لسحب الغبار البعيدة التي يثيرها أي مهاجمين قادمون من الأطلس الكبير، وبالتالي فالمدينة لديها تحذير مسبق ووقت كافي لإعداد دفاعاتها.  ومع ذلك، مرارًا وتكرارًا عبر تاريخها، غالبًا ما انتهى الأمر بمن سيطر على الأطلس الكبير بالسيطرة على مدينة مراكش أيضًا.

## عاصمة الدولة

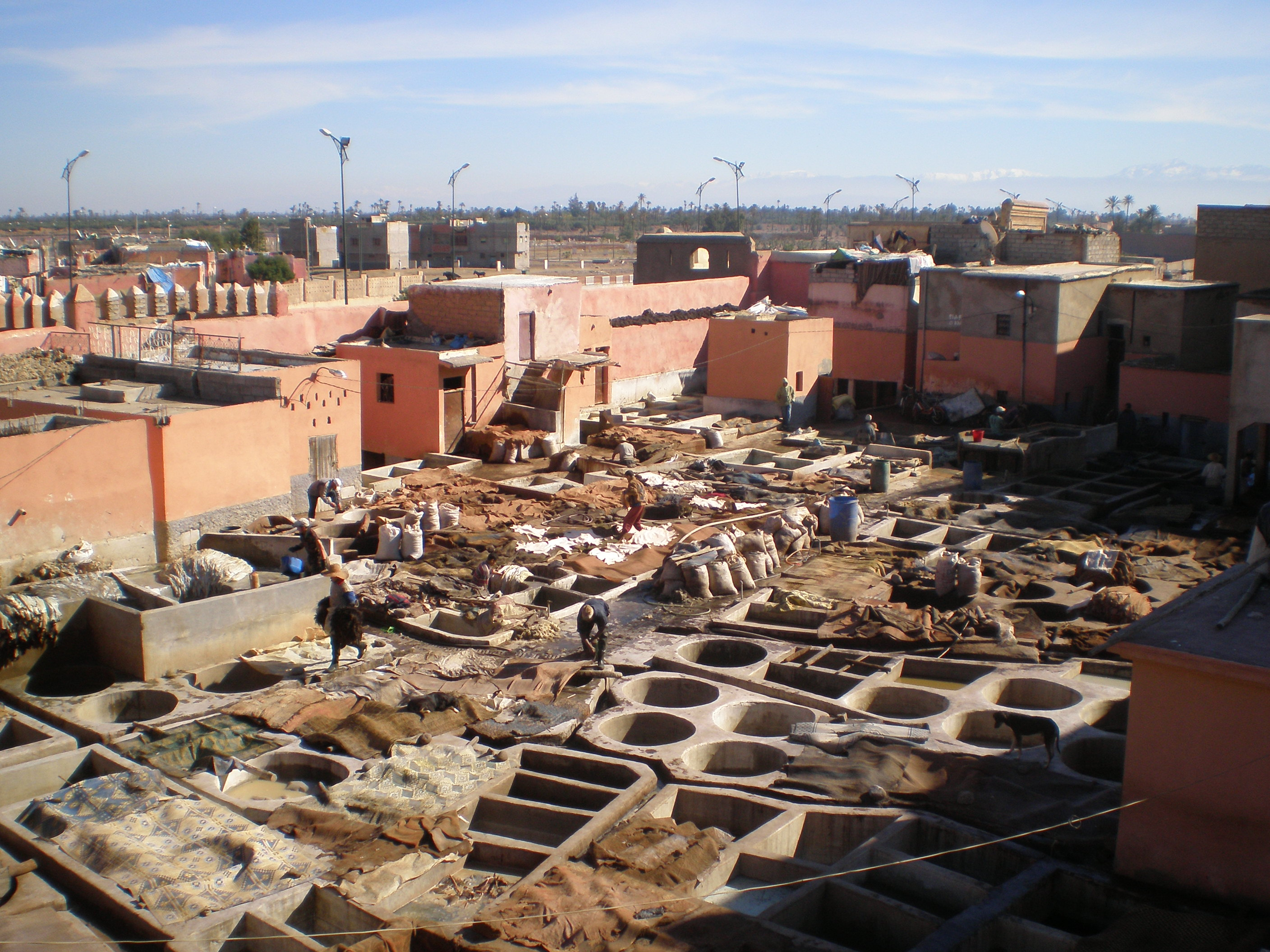
لا تزال مدابغ مراكش الشهيرة تعمل حتى اليوم.

كانت مراكش عاصمة الدولة المرابطية الشاسعة، والتي امتدت على كل المغرب وغرب الجزائر والأندلس. ولكن بسبب محيطها القاحل، ظلت مراكش مجرد عاصمة سياسية وإدارية تحت حكم المرابطين، ولم تحل كمركز تجاري أو علمي محل أغمات الصاخبة والتي تتواجد على بعد ثلاثين كيلومترًا فقط.  بدأ هذا الحال يتغير في عهد الأمير المرابطي علي بن يوسف الذي أطلق برامج بناء جديدة لمنح مراكش قيمة أكبر. أقام علي بن يوسف قصرًا رائعًا على الطراز الموريسكي بالجانب الغربي من المدينة، متصلاً بممر إلى مستودع أسلحة قصر الحجر القديم. والأهم من ذلك، أنه قدم نظامًا جديدًا لمحطات إمداد المياه، عبر الصهاريج والخطارات، وهي قنوات تحت الأرض مدفوعة صممها المهندس عبد الله بن يونس، والتي زودت المدينة بأكملها بالكثير من المياه، وبالتالي ازدهار المدينة حضاريا ونومها ديموغرافيا.  كما بنى ابن يوسف العديد من نوافير الوضوء الضخمة ومسجدًا كبيرًا جديدًا، سمي بمسجد الساقية، والذي يسمى اليوم مسجد بن يوسف، أكبر مسجد بني في عهد الدولة المرابطية.  تم اختيار المسجد الجديد والأسواق المحيطة به لتشكل مركز الحياة الحضرية للمدينة. وتم تنظيم باقي مناطق المدينة النامية في أحياء ترتبط بأربع بوابات ضخمة وهم: باب الخميس بالشمال، وباب أغمات بالجنوب الشرقي، وباب دكالة بالشمال الغربي، وباب النفيس بالجنوب الغربي. 

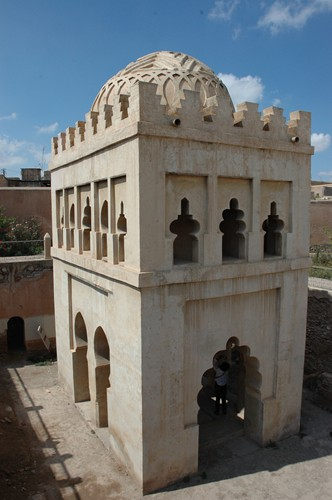
القبة المرابطية بمراكش

بدأت القفزة العمرانية الجديدة وتوافر المياه في جذب التجار والحرفيين أخيرًا من أماكن أخرى، وتحويل مراكش تدريجياً إلى مدينة كبيرة. أول الحرفيين الذين ظهروا في المدينة كانو الدباغين، وهي أشهر صناعة في مراكش عبر التاريخ. ولا يزال يُشار إلى جلد الماعز المدبوغ بالسماق باللغة الإنجليزية على أنه جلد مغربي، والكتب المُجلدة بالجلد المغربي مرادفة للفخامة. وقدتم إنشاء الصناعات ذات الروائح القوية كالدباغة، الخزف، صناعة البلاط والصباغة في الجزء الشرقي من المدينة، على الجانب الآخر من نهر إسيل بسبب الرائحة الكريهة، وكذلك بحاجتهم إلى مياه النهر. 
سمح نظام الري الخاص الجديد بتدفق المياه إلى البساتين الجديدة المزروعة ومزارع الكروم وحدائق الزيتون، مما جذب معاصر الزيت والأعمال التجارية ذات الصلة، التي أقيمت على الجانب الشمالي من المدينة.  استمر التجار ورجال الدولة الأثرياء في بناء منازل فخمة في المدينة، مع ساحات فناء حديقة داخلية على الطراز الموريسكي، والرياضات والفيلات الرائعة التي تشتهر بها مراكش.
على الرغم من أن الجزء الأكبر من العملات المرابطية كان لا يزال يسك بسجلماسة وأغمات، فقد تم ضرب الدينارات الذهبية لأول مرة في مراكش عام 1092 م، معلنين عن ظهورها لأول مرة كمدينة كبرى. وعلى عكس المدن المغربية الأخرى، لم يُسمح لليهود بالعيش داخل أسوار مراكش بمرسوم من أمير المرابطين، لكن التجار اليهود من أغمات كانوا يزورون مراكش بشكل روتيني، ويدخلونها عادةً عبر باب إيلان، وتم إنشاء حي يهودي مؤقت خارج حدود المدينة.
تم تشييد الجدران الأولى للمدينة في عشرينيات القرن الحادي عشر، بناءً على نصيحة أبو وليد بن رشد (والد ابن رشد)، بعد أن أصبح ابن تومرت وحركة الموحدين أكثر نفوذاً. مع بناء اثنتي عشرة بوابة والعديد من الأبراج، تم الانتهاء من هذه الأسوار قبل الهجوم الأول على المدينة من قبل الموحدين. كان الموحدون حركة دينية جديدة أقامها الداعية مهدي بن تومرت بين مرتفعات مصمودة في الأطلس الكبير. ثم نزلوا من الجبال في أوائل عام 1130 م، وحاصروا مدينة مراكش المحصنة حديثًا لمدة تزيد عن شهر، حتى هزمهم المرابطون في معركة البحيرة الكبرى. ومع ذلك، فإن انتصار المرابطين لم يدم طويلاً، فقد كان الموحدون يعيدون تنظيم قواتهم ويقومون بالاستيلاء على باقي مناطق المغرب أولا، ثم يعودون في النهاية لدخول مدينة مراكش في عام 1147 م، بعد حصار المدينة الذي دام أحد عشر شهرًا، وسلسلة من المعارك غير الحاسمة خارج الأسوار. رفض الخليفة الموحد عبد المؤمن دخول المدينة لأنه زعم أن المساجد كانت موجهة بشكل غير صحيح. فقام الموحدون على الفور بهدم وتدمير جميع مساجد المرابطين حتى يتمكن عبد المؤمن من الدخول. لم يتبق اليوم سوى نافورة الوضوء في قبة البعادين من العمارة المرابطية، بالإضافة إلى الأسوار والبوابات الرئيسية للمدينة.

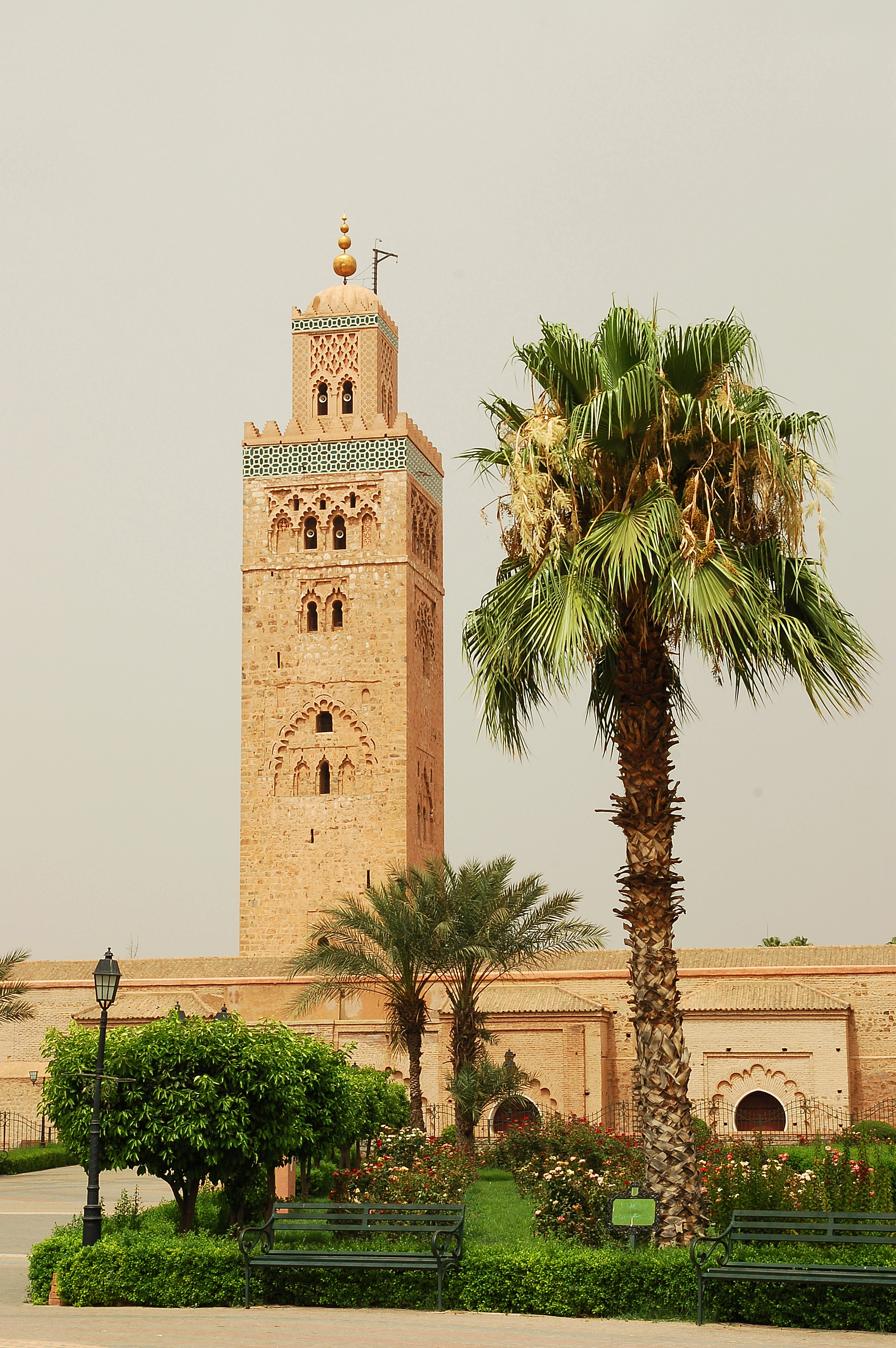
مسجد الكتبية الموحدي

على الرغم من أن الموحدين حافظوا على عاصمتهم الروحية في تينمل في الأطلس الكبير، إلا أنهم جعلوا من مراكش العاصمة الإدارية الجديدة لدولتهم، وشيدوا الكثير من البنايات المعمارية الضخمة. على قمة أنقاض قصر المرابطين إلى الغرب، أقام عبد المؤمن مسجد الكتبية، على الرغم من أنه سرعان ما تم هدمه بعد وقت قصير من اكتماله بسبب خطأ في الاتجاه. تم الشروع في بناء مسجد الكتبية الثاني الذي أنهاه ابنه أبو يوسف يعقوب المنصور سنة 1195 م، مع مئذنة فخمة ومزخرفة بشكل متقن والتي سيطرت على أفق المدينة.  كما شيد المنصور القصبة، وهي عبارة عن قلعة محصنة جنوب المدينة مباشرة، تربطهم بينهما بوابة باب أجناو الشهيرة. كانت القصبة بمثابة المركز الحكومي لمراكش لعدة قرون، حيث تضم القصور الملكية والحريم والخزائن ومستودعات الأسلحة والثكنات. كما تضم المسجد الرئيسي المعروف باسم مسجد القصبة أو مسجد المنصورية بالقرب من باب اجناو. قام الموحدون أيضًا بتوطير محطات المياه بنظام ري أوسع، حيث شيدوا الساقيات، مما أدى إلى نزول المياه من جبال الأطلس الكبير عبر سهل الحوز. سمحت لهم هذه القنوات الجديدة بإنشاء حدائق المنارة وحدائق أكدال.
كان للكثير من البنايات المعمارية الموحدية في مراكش نظائر في مدن إشبيلية (التي اختارها الموحدون كعاصمة إقليمية لهم في الأندلس)، والرباط (التي قاموا ببنائها من الصفر). فالحرفيين الذين عملوا في هذه الصروح من جانبي المضيق، كانوا يتبعون تصميمات وموضوعات زخرفية متشابهة، مثل الخيرالدة في إشبيلية وبرج حسان بالرباط، وعادة ما يتم ربطهما بتوأمة مع صومعة الكتبية.  وفي عهد الموحدين كذلك، انتعشت مراكش مؤقتًا كمركز فكري، واستقطبت كبار العلماء مثل ابن طفيل وابن زهر وابن رشد.
بدأت فترة من عدم الاستقرار بعد وفاة يوسف المستنصر عام 1224 م. بحيث أصبحت المدينة معقل شيوخ القبائل الموحدين الذين سعوا لاستعادة السلطة من أسرة الموحدين الحاكمة المستقرة بمدينة إشبيلية. فتم الاستيلاء على مراكش وتخريبها واستعادتها بالقوة عدة مرات. ومن الأحداث الملحوظة استعادة المدينة من قبل الخليفة عبد الواحد الثاني المأمون عام 1226 بطريقة وحشية، والذي أعقبه مذبحة ضد شيوخ قبائل الموحدين وعائلاتهم واستنكار علني لمذهب ابن تومرت من على منبر مسجد القصبة.
حصل المغرب على اسمه في مصادر أجنبية في عهد المرابطين والموحدين. فقد عُرفت مراكش في أوروبا الغربية بصيغتها اللاتينية "Maroch" أو "Marrochio"، وعادة ما يشار إلى الخلافة الموحدية في المصادر اللاتينية باسم "مملكة مراكش" ( Regnum Marrochiorum ).
- مراكش
- تاريخ المغرب
- تاريخ فاس